# Volvo Sharpnose
Volvo LV101-112, также Sharpnose (со швед. — «Остроносый») — среднетоннажный грузовой автомобиль, выпускавшийся шведским автопроизводителем Volvo Trucks в 1938—1950 годах.

## История
LV101 Sharpnose был представлен в 1938 году. В то же время была представлена модель LV102.
В 1940 году в модельный ряд были добавлены модели повышенной грузоподъёмности LV110/111/112, выпущенные на трёх разных колёсных базах. После Второй мировой войны автомобили стали оснащаться двигателями ED, до этого были EC.

## Моторизация
| Модель    | Годы производства | Двигатель        | Объём    | Мощность          | Тип                    |
| --------- | ----------------- | ---------------- | -------- | ----------------- | ---------------------- |
| LV101-112 | 1938—1946         | Volvo EC: I6 sv  | 3670 см3 | 64 кВт (86 л. с.) | Бензиновый двигатель   |
| LV101-112 | 1940—1945         | Volvo ECG: I6 sv | 3670 см3 | 37 кВт (50 л. с.) | Газомоторный двигатель |
| L201-202  | 1947—1950         | Volvo ED: I6 sv  | 3670 см3 | 67 кВт (90 л. с.) | Бензиновый двигатель   |

## Галерея

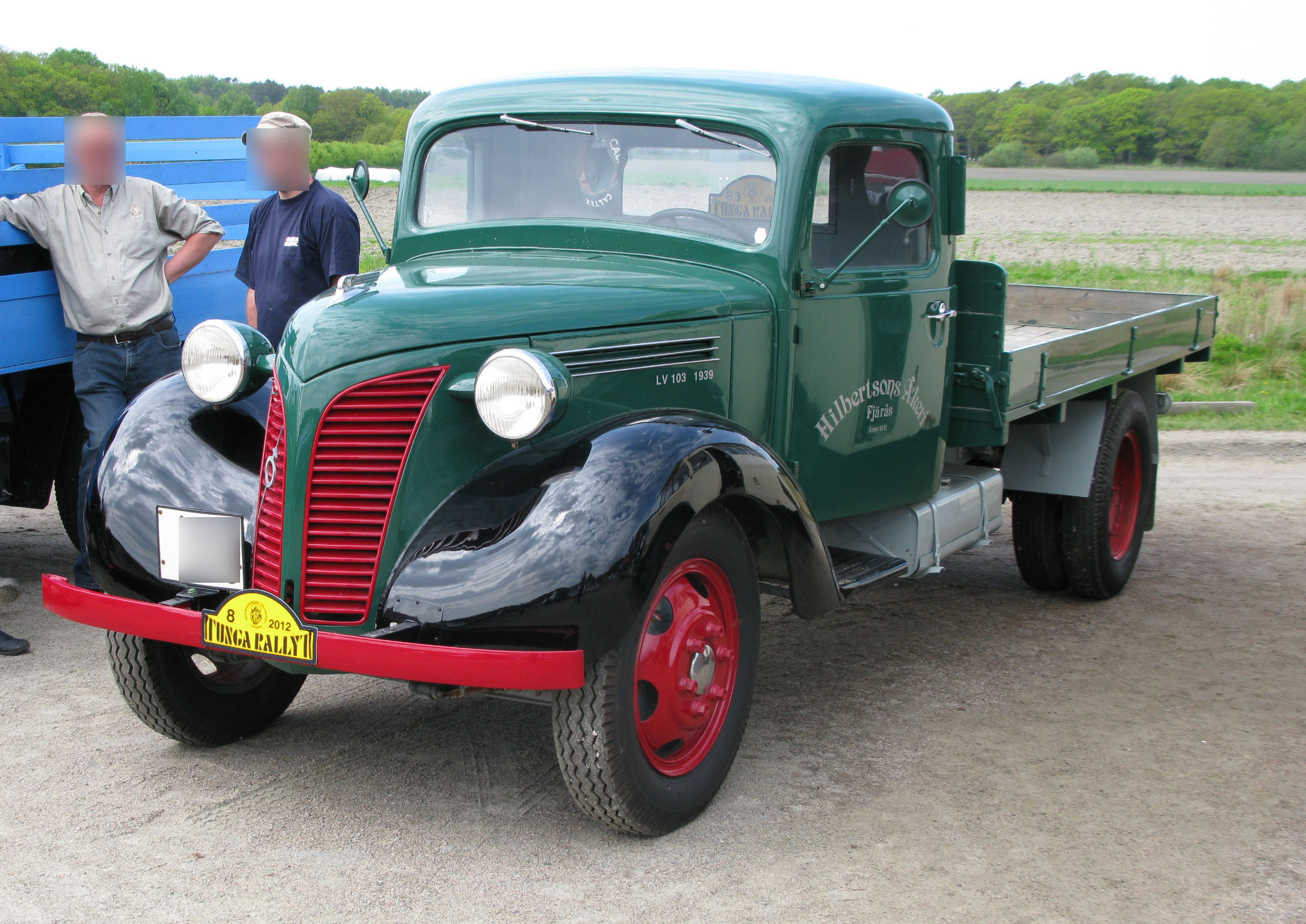
1939 Volvo LV103
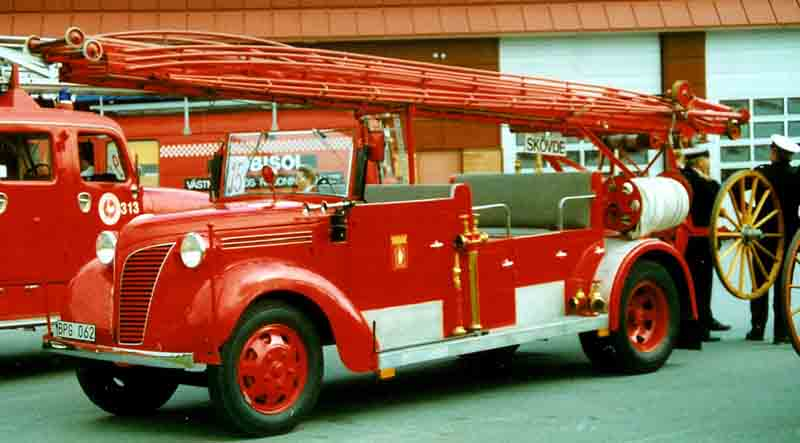
1941 Volvo LV111